# اندری استریژاک (بازیکن فوتبال)
اندری استریژاک (اوکراینی: Андрій Віталійович Стрижак؛ زادهٔ ۲۲ اکتبر ۱۹۹۹) بازیکن فوتبال اهل اوکراین است.
از باشگاه‌هایی که در آن بازی کرده‌است می‌توان به باشگاه فوتبال آرسنال کی‌یف اشاره کرد.